# Историја Јапана
Историја Јапана покрива Јапан и његов однос према свету. Карактеришу га изолационистички, полуотворени и експанзионистички периоди.
Прво људско пребивалиште на јапанском архипелагу прати се од праисторијских времена од око 30 000 година пре нове ере. Џомон период, названо по грнчарству са "жицом", уследило је од стране Јајојиа у првом миленијуму пре нове ере када су нове технологије уведене из континенталне Азије. Током овог периода, прва позната писана референца на Јапан забележена је у Кинеској књизи Хан у првом веку нове ере. Између четвртог и деветог века, многа јапанска краљевства и племена постепено су се обједињавала под централизованом владом, коју номинално контролише цар. Ова царска династија и даље влада над Јапаном. 794. основана је нова империјална престоница у Хјејан-кјо-у (модерни Кјото), што је означило почетак Хејан периода, који је трајао до 1185. Хејан период се сматра златним временом класичне јапанске културе. Јапански верски живот од овог доба и надаље био је спој домаћих шинтоистичких пракси и будизма.
Током наредних векова, снага цара и царског двора постепено је опадала, прелазећи прво на велике кланове цивилних аристократа - најпре Фуџиваре - а затим на војне кланове и њихове самурајске армије. Клан Минамото под Минамотом но Јоритомом појавио се победом из Генпеи рата 1180–85, победивши ривалски војни клан, Таиру. Након што је преузео власт, Јоритомо је основао свој главни град у Камакури и узео титулу шогуна. Године 1274. и 1281, Камакури шогунат је издржао две монголске инвазије, али 1333. године срушио га је супарнички подносилац захтева за шогунат, покренувши у периоду Муромачи. Током периода Муромачи регионалним ратним војсковођама зване даимјо је расла власт на штету шогуна. На крају је Јапан пао у период грађанског рата. Током касног шеснаестог века, Јапан се поново ујединио под вођством истакнутог даимја Ода Нобунага и његовог наследника Тојотома Хидејошија. Након Хидејошијеве смрти 1598. године, на власт је дошао Токугава Ијејасу и цар га је именовао шогуном. Токугава шогунат, који је владао из Еда (савремени Токио), председавао је успешним и мирним добом познатом као период Едо (1600-1868). Токугава Шогунат је јапанском друштву наметнуо строги класни систем и прекинуо готово сав контакт с спољним светом.
Португалија и Јапан направили су своје прво удружење 1543. године, чиме су Португалци постали први Европљани који су стигли до Јапана искрцавањем у јужни јапански архипелаг. Они су имали значајан утицај на Јапан, чак и у овој почетној ограниченој интеракцији, уводећи ватрено оружје у јапанско ратовање. Холандија је била прва која је успоставила трговинске односе са Јапаном, односи Јапана и Холандије датирају из 1609. Америчка експедиција Пери 1853–54 још више је окончала изолацију Јапана; ово је допринело паду шогуната и повратку власти цару током Бошин рата 1868. Ново национално руководство из следећег Меиђи периода претворило је изоловану феудалну острвску земљу у царство које је пажљиво пратило западне моделе и постало велика сила. Иако се демократија развијала и модерна цивилна култура напредовала током Таишо периода (1912–26), моћна јапанска војска имала је велику аутономију и надвладала јапанске цивилне вође у 1920-има и 1930-има. Војска је напала Манџурију 1931, а од 1937. сукоб је ескалирао у дуготрајни рат са Кином. Јапански напад на Перл Харбор у децембру 1941. довео је до рата са Сједињеним Државама и њиховим савезницима. Јапанске снаге убрзо су се прекомерно појачале, али војска се задржала упркос савезничким нападима који су нанели озбиљну штету становничким центрима. Цар Хирохито најавио је безусловну предају Јапана 15. августа 1945. године, након атомског бомбардовања Хирошиме и Нагасакија и совјетске инвазије на Манџурију.
Савезници су окупирали Јапан до 1952. године, током којег је 1947. донет нови устав који је Јапан претворио у уставну монархију. Након 1955, Јапан је уживао у врло високом економском расту и постао је светска економска сила. Од деведесетих година, Изгубљена Декада прави велики проблем као што су земљотрес Кобе-Осака 1995. и напад сарина на метро у Токију. 2004. године, Јапан је послао војну силу као део снага међународне коалиције током рата у Ираку.
У петак, 11. марта 2011. године, у 14:46 сати, Јапан је претрпео снажан земљотрес јачине 9,0 и цунами, један од најмоћнијих забележених земљотреса. У земљотресу је убијено готово 20 000 људи, погођена места у три региона Тохоку, Чибу и Канто на североистоку Хоншуа, укључујући токијски крај, имала су огромна економска дејства и проузроковала озбиљне каталошке катастрофе у Фукушими.

## Географска позадина
Јапански архипелаг (日本列島 Nihon Rettō) је група од 6.852 острва која чине земљу Јапан. Простире се на преко 3.000 km (1.900 mi) од Охотског мора на северу до Источнокинеског мора и Филипинског мора на југу дуж источне обале азијског континента.
Величина Јапана је 377.974 km2 (145.937 sq mi). То га чини 1,56 пута већим од Велике Британије 242 495 km² (93 628 квадратних миља). Јапан је највећа острвска држава у источној Азији и четврта по величини острвска држава на свету. Јапан има шесту најдужу обалну линију (29.751 km (18.486 mi)) и осму највећу ексклузивну економску зону од 4.470.000 km2 (1.730.000 sq mi).
Острва Јапана настала су кретањем тектонских плоча током више стотина милиона година од средњег силура (443,8 Миа) до плеистоцена (пре 11,700 година). Јапан се налази у северозападном ватреном појасу на више тектонских плоча. Источно од јапанског архипелага налазе се три океанска рова. Јапански ров је створен као океанска пацифичка плоча, која потпада под континенталну Охотску плочу. Непрекидни процес субдукције узрокује честе земљотресе, цунамије и стратовулкане. На острва су такође погођена тајфунима. Субдукцијске плоче повукле су јапански архипелаг према истоку, створиле Јапанско море и раздвојиле га од азијског континента раширењем лука које се ширио пре 15 милиона година.
Јапан има 108 активних вулкана, што чини 10 процената свих активних вулкана на свету. Стратовулкани су у близини зона субдукције тектонских плоча. Током двадесетог века појавило се неколико нових вулкана, укључујући Шова-шинзан на Хокаиду и Миђин-шо крај стена Бајонезе у Тихом океану. Годишње се региструје чак 1.500 земљотреса, а магнитуде од 4 до 7 су честе.
Отприлике 73% Јапана је планинско, планински ланац пролази кроз свако од главних острва. Највиша планина у Јапану је планина Фуџи, с надморском висином од 3.776 m (12.388 ft). Јапанска стопа шума у Јапану износи 68,55% јер су планине под великим шумама. Једине друге развијене нације са тако високим процентом шумских покривача су Финска и Шведска. Становништво је окупљено у урбаним подручјима на обали, равницама и долинама. Јапан је друга најмногољуднија острвска држава са око 126 милиона становника у 2017. години.
Постоји велика разноликост географских карактеристика и временских образаца, са влажном сезоном која се одржава у рано лето у већини подручја. Вулканско тло које се пере дуж 13% површине коју чине обалне равнице пружа плодно земљиште. Углавном умерена клима омогућава дуг раст годишњих доба са разноликошћу флоре и фауне. Ово обезбеђује богате ресурсе за подршку високој популацији. Клима јапанског архипелага варира од влажног континенталног на северу (Хокаидо) до влажне суптропске и тропске прашуме на југу (Окинава).
Удаљена локација чини Јапан релативно сигурним од страних инвазија. Јапански архипелаг окружен је пространим морима и има нераван, планински терен са стрмим рекама. Кјушу је најближи најјужнијој тачки Корејског полуострва са растојањем од 190 km (120 mi). Током историје странци Јапан никада нису потпуно напали или освојили. Монголи су два пута покушали да нападну Јапан и поражени су 1274. и 1281. године.

## Периодизација
Периодизација јапанске историје:
| Датум                     | Период             | Период                       | Под-период       | Власт                                                |
| ------------------------- | ------------------ | ---------------------------- | ---------------- | ---------------------------------------------------- |
| 30,000–10,000. п. н. е.   | Јапански палеолит  | Јапански палеолит            |                  | Незнато                                              |
| 14,000–1000. п. н. е.     | Древни Јапан       | Џомон                        |                  | Незнато                                              |
| 1000. п. н. е. – 300 н.е. | Древни Јапан       | Јајои                        |                  | Незнато                                              |
| 300–538                   | Древни Јапан       | Кофун                        |                  | Царска власт                                         |
| 538–710                   | Класични Јапан     | Асука                        |                  | Царска власт                                         |
| 710–794                   | Класични Јапан     | Нара                         |                  | Царска власт                                         |
| 794–1185                  | Класични Јапан     | Хејан                        |                  | Царска власт                                         |
| 1185–1333                 | Феудални Јапан     | Камакура                     |                  | Камакура шогунат                                     |
| 1333–1336                 | Феудални Јапан     | Кенму рестаурација           |                  | Царска власт                                         |
| 1336–1392                 | Феудални Јапан     | Муромачи                     | Нанбокучо период | Ашикага шогунат                                      |
| 1392–1467                 | Феудални Јапан     | Муромачи                     |                  | Ашикага шогунат                                      |
| 1467–1573                 | Феудални Јапан     | Муромачи                     | Сенгоку период   | Ашикага шогунат и сенгоку даимјоа                    |
| 1573–1603                 | Феудални Јапан     | Азучи-Момојама               | Сенгоку период   | Ода Нобунага, Тојотоми Хидејоши and Токугава Ијејасу |
| 1603–1868                 | Рани модерни Јапан | Едо                          | Токугава период  | Токугава Шогунат                                     |
| 1868–1912                 | Модерни Јапан      | Меиђи                        | Предратно стање  | Царска власт                                         |
| 1912–1926                 | Модерни Јапан      | Таишо                        | Предратно стање  | Царска власт                                         |
| 1926–1945                 | Модерни Јапан      | Шова (предратни период)      | Предратно стање  | Царска власт                                         |
| 1945–1952                 | Савремени Јапан    | Шова (окупиран Јапан)        | Послератно стаље | GHQ/SCAP                                             |
| 1952–1989                 | Савремени Јапан    | Шова (постокупацијски Јапан) | Послератно стаље | Парламентарна демократија                            |
| 1989–2019                 | Савремени Јапан    | Хејсеј                       | Послератно стаље | Парламентарна демократија                            |
| 2019–present              | Савремени Јапан    | Реива                        | Послератно стаље | Парламентарна демократија                            |

Савремена јапанска историографија дели историју Јапана на седам основних периода:
1. Преисторијски период (сенши)
2. Протоисторијски (први историјски) период (генши)
3. Стари период (кодај)
4. Средњовековни период (чусеј)
5. Рани модерни период (кинсеј)
6. Модерни период (киндај)
7. Савремени период (гендај)

## Праисторијски и древни Јапан

### Палеолит
Копнени мостови су током глацијалних периода када је ниво светске мора био нижи, периодично повезивали јапански архипелаг са азијским континентом преко острва Сахалин на северу и преко острва Рјукју и Тајвана на југу од почетка плеистоцене глацијације 2,58 милиона пре много година. Можда је постојао и копнени мост до Кореје на југозападу, мада не у 125.000-тим годинама или отприлике, од почетка последње међуглацијације. Корејски мореуз је, међутим, био прилично узак у последњој плеистоценој глацијацији од 25.000 до 20.000 година п. н. е. Најранији чврсти докази о људском насељвању су рани горњо палеолитички ловци-сакупљачи од пре 40.000 година, када се Јапан одвојио од континента. Земљане секире које датирају од пре 32–38.000 година су пронађене на 224 места у Хоншуу и Кјушуу и нису попут било чега што се налазило у суседним областима континенталне Азије, и предложени су као доказ за прве хомо сапиенсе у Јапану; Чини се да су се пловила користила у овом периоду. Метод радиоактивног угљеника је показао да најранији фосили у Јапану датирају од пре око 32.000–27.000 година; на пример у случају Јамашита пећине 32.100 ± 1.000. п. н. е., и у Сакитари пећини од пре 31.000–29.000. п. н. е., у Ширахо Саонетабару пећини од пре 27.000 година п. н. е. између осталих.

### Џомон период
Главни чланак: Џомон период и Џомон (народ)

Џомон период праисторијског Јапана протеже се од око 12 000 година пре нове ере (у неким случајевима се даје и од 14.500. п. н. е.) до око 1.000 године пре нове ере. У Јапану је била насељена култура ловаца и сакупљача која је достигла значајан ступањ седентизма и културне сложености. Назив "обележен каблом" први је применио амерички научник Едвард С. Морсе који је 1877. открио крхотине керамике и потом је превео на јапански као џомон. Стил керамике карактеристичан за прве фазе Џомон културе украшен је утискивањем жица на површини влажне глине. Џомон керамика опште је прихваћена да спада међу најстарије у Источној Азији и на свету.
- Ваза из раног Џомона период Џомон (11000–7000. п. н. е.)
- Средњи Џомон, ваза (2000. п. н. е.)
- Фигурина Догу из периода касног Џомона (1000–400. п. н. е.)
- Џомон ћуп са спиралама, касни Џомон период
- Глава костију харпуна датира се у раздобље касног Џомона.

### Јајои период
Главни чланак: Јајои период и Јајои
Јајои су донели нове технологије и начине живота у јапански архипелаг. Преузели су од Џомон културе и проширили се из северног Кјушуа. Јајои култура брзо се проширила на главно острво Хоншу, мешајући се са изворном Џомон културом. Донедавно се сматрало да се промена догодила пре око 400. године пре нове ере, али докази радиоактивног-угљеника показују датум до 500 година раније, између 1.000 и 800. године пре нове ере. Недавно истраживање које је користило акцелераторну масну спектрометрију за анализу карбонизованих остатака на керамичким и дрвеним колцима, сугерише да су датиране из 900. до 800. године пре нове ере, 500 година раније него што се раније веровало.
Период је добио име по округу у Токију где је 1884. откривен нови, неупадљиви стил керамике. Иако су се лов и храњење наставили, Јајоу период је донео ново ослањање на пољопривреду. Бронзано и гвоздено оружје и алати увожени су из Кине и Кореје; такви алати су касније произведени и у Јапану. Јајои период је такође видео увођење ткања и производње свиле, прављење стакла и нове технике обраде дрвета.
Јајои технологије потичу из азијског копна. Међу научницима се расправља у којој мери је њихово ширење извршено миграцијом или једноставно ширењем идеја, или комбинацијом обоје. Теорија миграција је подржана генетским и лингвистичким студијама. Ханихара Казуро сугерише да се годишњи прилив имиграната са континента кретао од 350 до 3000. Модерни Јапанци су генетски сличнији Јајои народу него Џомон народу - мада више на југу Јапана него на северу - док Аину значајно подсећа на Џомон народ. Требало је времена да се Јајои и њихови потомци раселе и помешају се са Џомоном, који је у северном Хоншу и даље постојао све до осмог века нове ере. Студија из 2017. године о древној Џомонској ДНК из насипа граната Санганђи у Тохокуу, проценила је да је модерно јапанско копно наследило <20% генома народа Џомон, а њихова генетска мешавина резултирала је од домородачких Џомон људи, Јајои народа и каснијих миграната током и после Јајои периода. Новија процена (2019) сугерише око 10% Џомоновог рода у савременим Јапанцима (Јамато).
Популација Јапана почела је нагло да се повећава, можда 10-пута више у односу на Џомон. Прорачуни величине становништва варирали су од 1,5 до 4,5 милиона до краја Јајоиа. Скелетни остаци из касног периода Џомона откривају погоршање ионако лоших стандарда здравља и исхране, за разлику од археолошких налазишта Јајои где постоје велике грађевине које указују на складишта жита. Ову промену пратило је и повећавање раслојавања друштва и племенских ратова, на које указују одвојене гробнице и војна утврђења. Археолози су крајем осамдесетих година 20. века откопавали локалитет Јошиногари, велико село из тог периода.

Током периода Јајои, племена Јајои постепено су се припојила у мноштво краљевстава. Најстарије писано историјско дело које се спомиње Јапан, Ханова књига завршена око 82. године нове ере, каже да је Јапан, назван Ва, подељен на сто краљевстава. Касније кинеско дело историје, Wei Zhi, каже да је до 240. године једно моћно краљевство добило превласт над другима. Према Wei Zhi-у, ово се краљевство звало Јаматај, иако савремени историчари и даље расправљају о његовој локацији и другим аспектима његовог приказа у Wei Zhi-у. За Јаматај је речено да је владао женски монарх Химико.
- Локалитет Јошиногари је реконструкција великог археолошког налазишта Јајои.
- Бронзано звоно из периода Јајои звано Дотаку из 3. века п. н. е.

### Кофун период (око 250.-538.)
Током наредног Кофун период, већи део Јапана се постепено ујединио под јединственим краљевством. Симбол растуће моћи нових јапанских вођа били су кофун гробнице које су градили од око 250. године уназад. Многи су били од масивних скала, попут Даисен Кофуна, гробнице у облику кључаонице дугачког 500 метара, коме је требало петнаест година да заврше огромни тимови радника. Опште је прихваћено да је гробница саграђена за покојног цара Нинтокуа. Кофун је често био окружен и испуњен бројним скулптурама од ханива глине, често у облику ратника и коња. Кофун Нинтоку-тено-рјо, један је гробни насип који је 486 метара дуг тумул затворен јарком и утврдом, дужине 840 метара; ово се сматра највећом таквом насипом на свету.
Центар уједињене државе био је Јамато у региону Кинај у централном Јапану. Владари државе Јамато били су наследна царева линија која и данас влада као најдужа династија на свету. Владари Јаматоа проширили су своју моћ широм Јапана војним освајањем, али њихов преферирани начин ширења био је убедити локалне вође да прихвате њихову власт у замену за утицајне положаје у влади. Многи снажни локални кланови који су се придружили држави Јамато постали су познати као уџи.
Те су вође тражиле и добиле формално дипломатско признање од Кине, а кинески рачуни бележе пет узастопних таквих вођа као што су Пет краљева Ва. Занатлије и учењаци из Кине и три краљевства Кореје играли су важну улогу у преношењу континенталних технологија и административних вештина у Јапан током овог периода.

## Класични Јапан

### Асука период (538—710)
Асука период почео је 538. године н.е. с увођењем будистичке религије из корејског краљевства Бекче. Од тада, будизам коегзистира са изворном шинтоистичком религијом Јапана, у ономе што је данас познато као Шинбуцу-Шугу. То раздобље носи своје име од де факто царске престонице, Асуке, у региону Кинај.
На крају Кофун периода и током Асука периода, ирански утицај је достигао свој максимум. Предлаже се да су се неки Скити и Персијанци населили у Јапану и цар им је доделио наслове феудалних господара. Они су заузврат имали одређени утицај на аристократски систем и уметност Јапана. Персија и Јапан били су повезани Путом свиле и успоставили су добре дипломатске односе.
Будистички клан Сога преузео је власт 587. године и контролисао Јапан из закулисја готово шездесет година. Принц Шотоку, заговорник будизма и Сога узрока, који је делимично порекла из Сога, служио је као регент и де факто вођа Јапана од 594. до 622. Шотоку је написао устав из седамнаест чланака, конфуцијански кодекс понашања за званичнике и грађане и покушао је да уведе државну службу засновану на заслугама под називом Капе и ранг систем 607. године. Шотоку је Кини понудио суптилну увреду отварајући своје писмо реченицом: "Владар земље где излази сунце шаље ову пошту суверену земље где сунце залази", као што се види у канђиу знаковима за Јапан, што указује да пуна снага сунца потиче из Јапана, а Кина добија све више сунца. До 670. године варијанта овог израза Nihon се етаблирао као службено име нације, које је постојало до данас.
645. клан Сога срушен је у државном удару који су покренули принц Нака но Ое и Фуџивара но Каматари, оснивач клана Фуџивара. Њихова влада осмислила је и спровела далекосежне реформе Таике. Реформа је започела копненом реформом, заснованом на конфуцијанским идејама и филозофијама из Кине. Национализирала је сву земљу у Јапану, како би се равномерно поделила међу култиваторима, и наредила састављање регистра домаћинстава као основа новог система опорезивања. Прави циљ реформи био је постизање веће централизације и јачање моћи царског двора, који се такође темељио на владиној структури Кине. Изасланици и студенти послати су у Кину како би научили наизглед све, од кинеског система писања, литературе, религије и архитектуре, па чак и до дијеталних навика у овом тренутку. И данас се утицај реформи може приметити у јапанском културном животу. Након реформи, Џиншински рат 672. године, крвави сукоб између принца Оаме и његовог нећака принца Отомо, два ривала за престо, постао је главни катализатор даљих административних реформи. Ове реформе кулминирале су проглашењем Таихо кодекса, који је објединио постојеће статуте и успоставио структуру централне владе и њених подређених локалних влада. Те законске реформе створиле су рицурјо државу, систем централизоване владе кинеског стила који је остао на снази пола миленијума.
Уметност Асука периода, отелотворење теме будистичке уметности. Једно од најпознатијих дела је будистички храм Хорјуџи, који је наручио принц Шотоку почетком 7. века и довршена је 607. године. То је најстарија дрвена грађевина на свету. Ово представља почетак присуства будизма у Јапану.

### Нара период (710–794)
Године 710, влада је изградила величанствену нову престоницу у Хеиџокјују (модерна Нара) по узору на Чанган, главни град кинеске династије Танг. У овом периоду појавиле су се прве две књиге издате у Јапану: Коџики и Нихон Шоки, који садрже хронике легендарних извештаја о раном Јапану и мит о његовом стварању, који описују царску линију као потомке богова. У другој половини осмог века састављена је Манјошу, која се широко сматра најбољом збирком јапанске поезије.
У том периоду, Јапан је претрпео низ природних катастрофа, укључујући пожар, сушу, глад и избијање болести, попут епидемије малих богиња 735–737, која је убила преко четвртину становништва. Цар Шому (724–49) бојао се да је његов недостатак побожности проузроковао проблеме и тако повећао промоцију будизма од стране владе, укључујући изградњу храма Тодаи-џи. Средства за изградњу овог храма делом је прикупио утицајни будистички монах Гјоки, а након што га је довршио, употребио га је кинески монах Ганђин као место заређења. Јапан је ипак ушао у фазу опадања становништва која се добро наставила у наредном Хејан периоду.
Тодаи-џи је будистички храмски комплекс који је спонзорисао царски двор. Некада је био део моћних Седам Великих Храмова, смештених у древној бившој престоници Нари. Тодаи-џи је отворен 752 године н.е. У Великој сали Буде (大 仏 殿 Даибуцуден) налази се највећа бронзана статуа Буде Ваирокане на свету, названа Даибуцу (大 仏) у Јапану.

### Хејан период (794—1185)
Главни град се 784. године накратко преселио у Нагаока-кјо, а затим 794. године у Хејан-кјо (савремени Кјото), који је остао главни град до 1868.  Политичка моћ унутар суда убрзо је прешла на клан Фуџивара, породицу дворских племића који су се међусобним браком све више зближили са царском породицом. 
Између 812–814. године н.е., епидемија малих богиња усмртила је готово половину становништва Јапана.
Године 858. Фуџивара но Јошифуса себе је прогласио сешоом ("регент") малолетног цара. Његов син Фуџивара но Мотоцуне створио је функцију кампакуа која би могла владати уместо одраслог краља. Фуџивара но Мичинага, изузетан државник који је постао кампаку 996. године, владао је у јеку моћи клана Фуџивара и оженио је четири своје кћери царевима, садашњим и будућим. Клан Фуџивара држао се на власти све до 1086. године, када је цар Ширакава престо препустио сину цару Хорикаву, али је наставио да врши политичку власт, успостављајући праксу затворене владавине, којом ће владајући цар бити номинални вођа, а стварни ауторитет је држао пензионисани претходник иза кулиса.
Кроз Хејан период моћ царског двора је опадала. Суд је постао толико заокупљен борбама за власт и уметничким тражењима дворских племића да је запоставио управу власти изван престонице. Национализација земље која је извршена у оквиру државе рицурјо је пропадала јер су разне племићке породице и верски редови успели да обезбеде статус ослобођеног-пореза за своја приватна шоен имања. До једанаестог века више земље у Јапану контролисали су власници шоена, него централна влада. Царски двор је због тога лишен прихода од пореза да плати националну војску. Затим су власници шоена основали сопствене армије самурајских ратника. Две моћне племићке породице које су потицале из грана царске породице, кланови Таира и Минамото, задобили су велику војску и много шоена изван капитала. Централна влада је онда почела да користи та два ратничка клана за сузбијање побуна и пиратерије. Јапанско становништво се стабилизовало током касног Хејан периода, након сто година пропадања.
Током раног Хејан периода, царски двор је успешно учврстио своју контролу над народом Емиши на северу Хоншуа. Отомо но Отомаро је био први човек којем је суд доделио титулу сеи таи-шогун („Велики варварски подређени генерал“). Године 802., сеи таи-шогун Саканоуе но Тамурамаро покорио је народ Емишија, који је водио Атеруи. До 1051. године припадници клана Абе, који су заузимали кључна места у регионалној влади, отворено су пркосили централној власти. Суд је затражио од клана Минамото да ухапси клан Абе, кога су поразили у претходном деветогодишњем рату. Суд је након тога привремено потврдио свој ауторитет на северу Јапана. Након још једног грађанског рата - Госанен рат - Фуџивара но Кијохира је преузео сву власт; његова породица, Северни Фуџивара, је контролисала северни Хоншу током наредног века из њиховог главног града Хираизуми.
Године 1156. избила је расправа око наслеђа престола и два супарничка кандидата (цар Го-Ширакава и цар Сутоку) унајмили су кланове Таира и Минамото у нади да ће престо обезбедити војном силом. Током овог рата, Таира клан вођен Таиром но Кијоморијем поразио је клан Минамото. Кијомори је искористио своју победу како би сакупио моћ за себе у Кјоту и поставио свог унука Антокуа за цара. Исход овог рата је довео до ривалства између Минамото клана и Таира клана. Као резултат, сукоб и борба за власт између два клана довели су до Хеиђи побуне 1160. године. Године 1180, Таира но Кијомори је био изазван устанком који је водио Минамото но Јоритомо, чланом Минамото клана којег је Кијомори прогнао у Камакуру. Иако је Таира но Кијомори умро 1181. године већ развијен крвави Генпеи рат између Таира и Минамото породица се наставио још четири године. Победа Минамото клана запечаћена је 1185. године, када је сила којом је командовао малђи брат Јоритомоа, Минамото но Јошицуне, када су победили у одлучујућој поморској бици код Дан-но-уре. Јоритомо и његови пратилци су стога постали дефакто владари Јапана.
Хејанска култура
Током Хејан периода, царски двор је био живописан центар високе уметности и културе. Његова књижевна достигнућа укључују песничку збирку Кокиншу и Тоса дневник,  обе повезане са песником Ки но Цурајуки, као и Сеи Шонагонову збирку разноликих ствари, Записи пред сан, и Мурасаки Шикибуову, Прича о Генџију, која се често сматра ремек-делом јапанске литературе.
Развој кана слоговног писма био је део општег опадања кинеског утицаја током Хејан периода. Званичне јапанске мисије до кинеске династије Танг, које су започеле 630. године, су се завршиле током деветог века, иако су се незваничне мисије монаха и учењака наставиле, и након тога је се убрзао развој домаћих јапанских облика уметности и поезије. Значајно архитектонско достигнуће, осим самог Хејан-кјоја, био је храм Бјодо-ина изграђен 1053. године у Уџију. Многи други храмски комплекси су такође изграђени и проширени, попут оних на планини Хиеи.

## Феудални Јапан

### Камакура период (1185—1333)
Након уједињења власти, Минамото но Јоритомо је одлучио да влада у сарадњи са царским судом у Кјоту. Иако је Јоритомо поставио своју владу у Камакри у Канто региону лоцирано на истоку Јапана, његову моћ је у више навртата легално одобрио царски суд у Кјоту. Године 1192, цар је Јоритомоа прогласио за сеи таи-шогуна (征夷大将軍; „Велики варварски подређени генерал“), скарћено шогун. Касније ( у Едо периоду) реч бакуфу (幕府; првобитно значи генералова кућа или уред, буквално "шаторска канцеларија") употребљава се за значење владе на челу са шогуном. Јапан је углавном остао под војном управом до 1868.
Царски суд је законитости доделио шогунату, али је шогунат био дефакто владар земље. Суд је одржавао бирократске и верске функције, а шогунат је примио учешће припадника аристократске класе. Старије институције су остале нетакнуте у ослабљеном облику, а Кјото је остао званична престоница. Овај систем је био упоређен са "једноставним правилом ратника" касније Муромачи периода.
Док је Исе грана Таире, која се борила против Јоритомоа била угашена, друге гране, као породице Хоџо, Чиба, Хатекејама и друге породице пореклом од клана Таире, су наставиле да напредују у источном Јапану, при чему су неки (посебно Хоџо) достигли високе положаје у Камакура шогунату. У почетку је Фуџивара но Хидехира унук Кијохира и дефекто владар северног Хоншуа штитио Јошицунеа. Године 1189. након Хидехирине смрти, његов наследник Јасухира је покушао да се наклони Јоритомоу тако што је напао Јошицунеов дом. Иако је Јошицуне био убијен, Јоритомо је ипак напао и освојио територију северног Фуџивара клана. У предстојећим вековима, Јошицуне ће постати легендарна личност, приказан у безброј књижевних дела као идеализовани трагични јунак.
Након Јоритомине смрти 1199. године, служба шогуна је ослабила. Иза кулиса, Јоритомина жена Хоџо Масако је постала права снага иза владе. Године 1203, њен отац, Хоџо Токимаса, је био постављен као регент шогуна, Јоротимовог сина, Минамото но Санетомоа. Одтада, Минамото шогуни су постали лутке Хоџо регента, који су руководили правом моћи.
Режим који је Јоритомо утврдио, а који су одржали његови наследници био је децентрализован и феудалистички у структури, насупрот ранијој рицурјо држави. Јоритомо је између својих блиских вазала, гокенина, одабрао провинцијске гувернере, знане под називом шуго или џито. Камакура шогунат је дозволио својим вазалима да одрже своју војску и да управљају законом и наређују у својим провинцијама под њиховим сопственим условима.
Године 1221. пензионисани цар Го-Тоба је подстакао шта је постало познато као Џокју рат, побуна против шогуната, покушавајући да поврати политичку моћ суду. Побуна је била неуспешна и сам Го-Тоба је био прогнан на Оки острво, заједно са још два цара, пензиносани цар Цучимикадо и цар Џунтоку, који су били прогнани у Тоса провинцију и на Садо острво. Шогунат је даље учврстио своју политичку моћ у односу на Кјотску аристократију.
Самурајске армије целе нације су биле мобилизоване 1274. и 1281. године како би се суочиле са две инвазије пуних размера које је покренуо кан монголског царства, Кублај-кан. Иако су непријатељи били бројнији и опремљени са врхунским наоружањем, Јапанци су се оба пута борили против Монгола у мртвом ћошку на Кјушу, све док моголску флоту ницу уништили тајфуни звани камиказе, што значи "божански ветар". Упркос победи Камакура шогуната, одбрана је толико исцрпила своје финансије да није могла да обезбеди компензацију својим вазалима за њихову улогу у доношењу победе. Ово је имало трајне негативне последица на шогунатеве односе са самурајском класом.
Незадовољство самураја показало се пресудним у окончавању Камакура шогуната. Године 1333, цар Годаиго је покренуо побуну у нади да ће вратити пуну власт царском суду. Шогунат је послао генерала Ашикага Такауџиа да угуши побуну, али су се уместо тога Такауџи и његови људи придружили цару Годаигу па су затим свргнули Камакура шогунат.
Почевши од око 1250. године,Јапан је ушао у период напредка и раста становништва. У руралним срединама, већа употреба жељезног алат и ђубрува, побољшање технике наводњавања и двоструко обрезивање је повећало продуктивност и сеоска села су расла. Мање глади и епидемија је омогућило градовима да расту, а трговини да процвета. Будизам, који је у великој мери био религија елите, донет је маси уз помоћ угледних монаха, као што су Хонен (1133–1212) који је основао амидизам у Јапану и Ничирен (1222–1282) који је основао Ничирен будизам. Зен се широко проширио међу самурајском класом.

### Књижевно развијање током касног Хејан периода и Камакура периода
1. 1 2  Fujita, Masaki; Yamasaki, Shinji; Katagiri, Chiaki; Oshiro, Itsuro; Sano, Katsuhiro; Kurozumi, Taiji; Sugawara, Hiroshi; Kunikita, Dai; Matsuzaki, Hiroyuki (2016-10-04). „Advanced maritime adaptation in the western Pacific coastal region extends back to 35,000–30,000 years before present”. Proceedings of the National Academy of Sciences of the United States of America. 113 (40): 11184—11189. Bibcode:2016PNAS..11311184F. ISSN 0027-8424. PMC 5056111 . PMID 27638208. doi:10.1073/pnas.1607857113 .
2. ↑  „Ministry of Health, Labour and Welfare: Water Supply in Japan”. 2018-01-26. Архивирано из оригинала 26. 01. 2018. г. Приступљено 2019-11-08.
3. ↑  „平成29年全国都道府県市区町村別の面積を公表｜国土地理院”. 2018-09-19. Архивирано из оригинала 19. 09. 2018. г. Приступљено 2019-11-08.
4. ↑  „日本の領海等概念図”. 2018-08-12. Архивирано из оригинала 12. 08. 2018. г. Приступљено 2019-11-08.
5. ↑  Sella, Giovanni; Dixon, Timothy; Mao, Ailin (2002-04-01). „REVEL: A Model for Recent Plate Velocities from Space Geodesy”. Journal of Geophysical Research: Solid Earth. 107 (B4): 2081. Bibcode:2002JGRB..107.2081S. doi:10.1029/2000JB000033.
6. 1 2  „Tectonics and Volcanoes of Japan”. 2007-02-04. Архивирано из оригинала 04. 02. 2007. г. Приступљено 2019-11-08.
7. ↑  „Forest area (% of land area) | Data”. data.worldbank.org. Приступљено 2019-11-08.
8. ↑  „World Population Prospects - Population Division - United Nations”. population.un.org. Архивирано из оригинала 15. 06. 2020. г. Приступљено 2019-11-08.
9. ↑  Sanz, стр. 157–159
10. ↑  Takashi, Tsutsumi (2012-01-00). „MIS3 edge-ground axes and the arrival of the first Homo sapiens in the Japanese archipelago”. Quaternary International (на језику: енглески). 248: 70—78. Bibcode:2012QuInt.248...70T. doi:10.1016/j.quaint.2011.01.030. Проверите вредност парамет(а)ра за датум: |date= (помоћ)
11. ↑  Shinoda, Ken-ichi; Adachi, Noboru (2017). „Ancient DNA Analysis of Palaeolithic Ryukyu Islanders” (PDF).
12. ↑  Matsu'ura, Shuji (1999). „A Chronological Review of Pleistocene Human Remains from the Japanese Archipelago”.
13. ↑  Nakagawa, Ryohei (2010). „Pleistocene human remains from Shiraho-Saonetabaru Cave on Ishigaki Island, Okinawa, Japan, and their radiocarbon dating”.
14. ↑  „Jomon Fantasy | Science and Technology | Trends in Japan | Web Japan”. web-japan.org. Приступљено 2019-11-09.
15. ↑  Habu, стр. 42
16. ↑  Habu 2004, стр. 3, 258.
17. ↑  Jinam, Timothy A.; Kanzawa-Kiriyama, Hideaki; Saitou, Naruya (2015). „Human genetic diversity in the Japanese Archipelago: dual structure and beyond”. Genes & Genetic Systems. 90 (3): 147—152. PMID 26510569. doi:10.1266/ggs.90.147.
18. ↑  Robbeets, Martine (2015-07-24). Diachrony of Verb Morphology: Japanese and the Transeurasian Languages (на језику: енглески). Walter de Gruyter GmbH & Co KG. ISBN 9783110399943.
19. ↑  Kidder 1983, стр. 59
20. ↑  Kuzmin, Yaroslav V. (2006/06). „Chronology of the earliest pottery in East Asia: progress and pitfalls”. Antiquity (на језику: енглески). 80 (308): 362—371. ISSN 0003-598X. S2CID 17316841. doi:10.1017/S0003598X00093686. Проверите вредност парамет(а)ра за датум: |date= (помоћ)
21. ↑  . 2009-09-23 https://web.archive.org/web/20090923052256/http://ejournal.anu.edu.au/index.php/bippa/article/viewFile/255/245. Архивирано из оригинала 23. 09. 2009. г. Приступљено 2019-11-09. Недостаје или је празан параметар |title= (помоћ)
22. ↑  Batten, стр. 60
23. ↑  Kumar, стр. 1
24. ↑  Silberman et al., 154–155.
25. 1 2 3 4 5  Schirokauer et al., 133–143.
26. ↑  „Bulletin of the Society for East Asian Archaeology Volume 1 (2007) | SEAA-web.org”. seaa-web.org. Приступљено 2019-11-09.
27. ↑  Imamura, стр. 168–170
28. ↑  Kaner, стр. 462
29. ↑  „1998BriefHistoryOfJapaneseGlass”. www.glassart.org. Архивирано из оригинала 07. 08. 2018. г. Приступљено 2019-11-09.
30. ↑  Maher, стр. 40
31. ↑  Henshall 2012, стр. 11–12
32. ↑  Henshall 2012, стр. 13
33. ↑  Kanzawa-Kiriyama, Hideaki; Kryukov, Kirill; Jinam, Timothy A; Hosomichi, Kazuyoshi; Saso, Aiko; Suwa, Gen; Ueda, Shintaroh; Yoneda, Minoru; Tajima, Atsushi (фебруар 2017). „A partial nuclear genome of the Jomons who lived 3000 years ago in Fukushima, Japan”. Journal of Human Genetics. 62 (2): 213—221. ISSN 1434-5161. PMC 5285490 . PMID 27581845. doi:10.1038/jhg.2016.110.
34. ↑  „'Jomon woman' helps solve Japan's genetic mystery | NHK WORLD-JAPAN News”. NHK WORLD (на језику: енглески). Приступљено 2019-11-09.
35. ↑  Farris, стр. 3
36. ↑  Song-Nai, Rhee. Korean Contributions to Agriculture, Technology, and State Formation in Japan.
37. 1 2 3  Henshall 2012, стр. 15–16
38. ↑  Totman, стр. 102
39. ↑  „堺市・仁徳陵古墳”. www.kiis.or.jp. Архивирано из оригинала 04. 03. 2016. г. Приступљено 2019-11-09.
40. ↑  Centre, UNESCO World Heritage. „http://whc.unesco.org/en/tentativelists/5570/”. UNESCO World Heritage Centre (на језику: енглески). Приступљено 2019-11-09. Спољашња веза у |title= (помоћ)
41. ↑  Henshall 2012, стр. 16, 22
42. 1 2  Totman, стр. 103–104
43. 1 2  Kodansha Encyclopedia of Japan Volume One. New York: Kodansha. 1983. стр. 104—106.
44. ↑  Perez, стр. 16, 18
45. ↑  Kidder, J. Edward (1964). Early Japanese Art: The Great Tombs and Treasures. стр. 105.. D Van Nostrand Company Inc..
46. ↑  Gary L. Ebersole, "The Religio-Aesthetic Complexes in Manyoushuu Poetry, with Special Reference to Hitomaro’s Aki-no-no Sequence," History of Religions, 23:1 (August 1983):18–36, pp. 28–33; Ebersole (p. 34)
47. ↑  MAMcIntosh (2016-10-10). „New Discovery About Persians in Ancient Japan Generates Excitement” (на језику: енглески). Приступљено 2019-11-09.
48. ↑  Totman, стр. 106
49. ↑  Henshall 2012, стр. 18–19
50. ↑  Weston, стр. 127
51. ↑  Song-Nai Rhee et al., "Korean Contributions to Agriculture, Technology, and State Formation in Japan", Asian Perspectives, Fall 2007, 445.
52. 1 2  Totman, стр. 107–108
53. 1 2  Sansom, стр. 57
54. ↑  Sansom, стр. 68
55. ↑  Henshall 2012, стр. 24
56. ↑  Henshall 2012, стр. 56
57. ↑  Keene 1999, стр. 85, 89
58. ↑  Totman, стр. 140–142
59. ↑  Henshall 2012, стр. 26
60. ↑  Deal and Ruppert, 63–64.
61. ↑  Farris, стр. 59
62. ↑  „Todaiji”. Ancient History Encyclopedia (на језику: енглески). Приступљено 2019-11-10.